# Taimyrite-I
La taimyrite-I è un minerale scoperto nella penisola del Tajmyr dalla quale ha preso il nome e approvato dall'Associazione Mineralogica Internazionale (IMA) nel 1973.
La taimyrite-I forma una serie con la tatyanaite della quale costituite il membro contenente più palladio che platino.

## Morfologia
La taimyrite-I è stata trovata sotto forma di inclusioni arrotondate, a volte a forma di venatura lunghe fino a 12 mm, la maggior parte di 0,3-0,5 mm di diametro.

## Origine e giacitura
La taimyrite-I è stata trovata nel gabbro-dolerite associata con küstelite, elettro, oro nativo ricco di rame, polarite, sperrylite, sobolevskite, galena e sfalerite.